# Distrito de Kono
El distrito de Kono es uno de los catorce distritos de Sierra Leona y uno de los tres de la provincia del Este. Cubre un área de 5391 km² y albergaba una población de 620 703 personas en 2021. La capital es Koidu.

## División administrativa
El distrito está dividido en 15 municipios (chiefdoms). Su población en 2015 era la siguiente:
- Fiama 15 455
- Gbane 24 404
- Gbane Kandor 11 903
- Gbense 15 864
- Gorama Kono 18 294
- Kamara 19 412
- Koidu City 128 030
- Lei 26 966
- Mafindor 13 703
- Nimikoro 61 225
- Nimiyama 28 168
- Sandor 89 879
- Soa 39 250
- Tankoro 8501
- Toli 5046